# Vriesea lutheriana
Vriesea lutheriana är en gräsväxtart som beskrevs av Jason Randall Grant. Vriesea lutheriana ingår i släktet Vriesea och familjen Bromeliaceae. Inga underarter finns listade i Catalogue of Life.